# (180731) 2004 JW35
180731 (2004 JW35) là một tiểu hành tinh vành đai chính được phát hiện ngày 13 tháng 5 năm 2004 bởi James Whitney Young ở Đài thiên văn Núi bàn gần Wrightwood, California.